# Винтовой сепаратор
Винтово́й сепара́тор представляет собой аппарат, работающий по принципу разделения материала в наклонном безнапорном потоке малой глубины.

Внешний вид винтового сепаратора

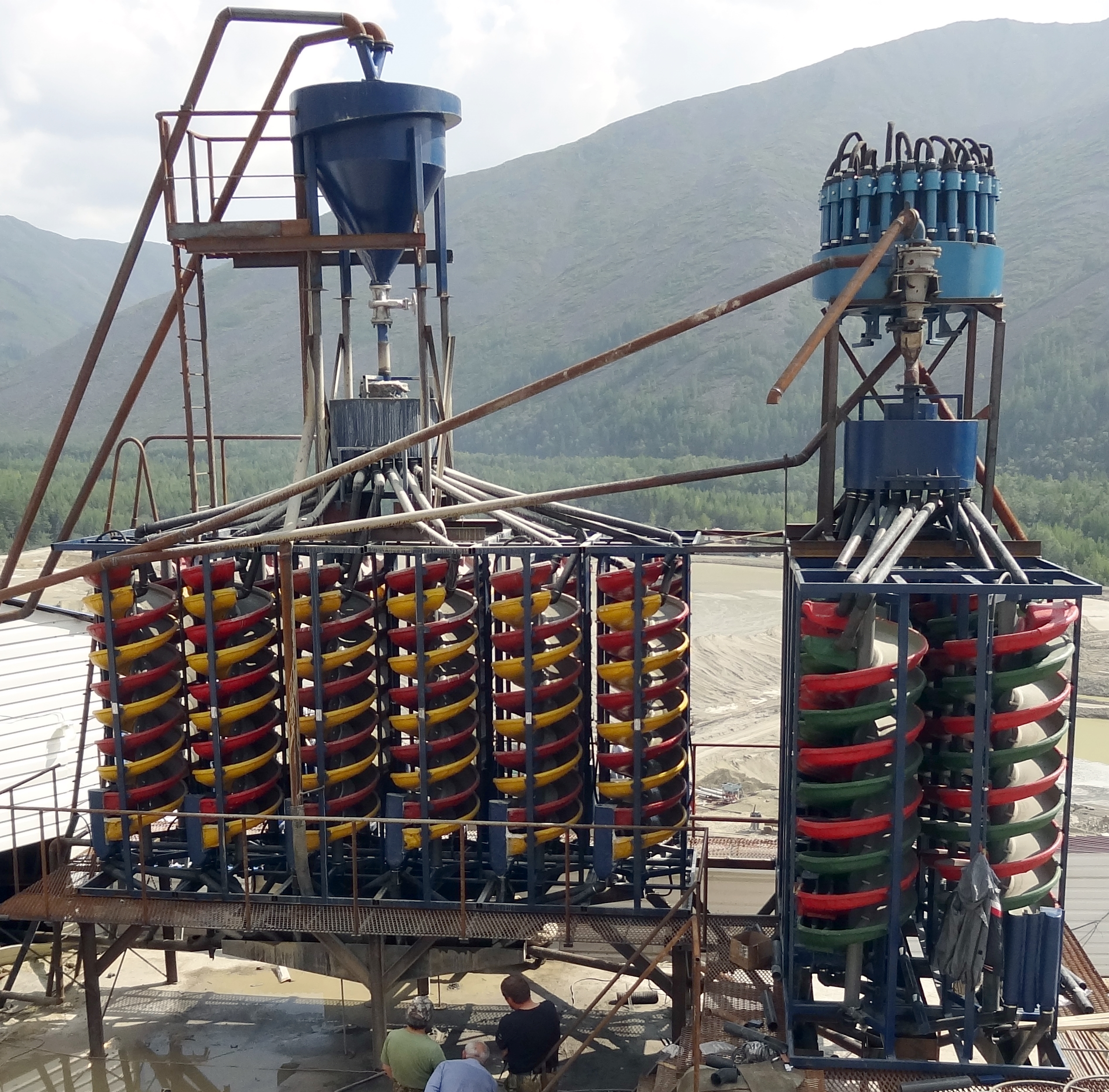
Spiral separators (Sn)

В винтовых сепараторах имеется неподвижный наклонный гладкий жёлоб, выполненный в виде спирали с вертикальной осью. Пульпа загружается в верхнюю часть жёлоба и под действием силы тяжести стекает вниз в виде тонкого, разной глубины по сечению жёлоба потока. При движении в потоке кроме обычных гравитационных и гидродинамических сил, действующих на зёрна, развиваются центробежные силы. Тяжёлые минералы концентрируются у внутренней границы жёлоба, а лёгкие — у внешней. Жёлоб винтовых сепараторов в поперечном срезе представляет собой 1/4 окружности или вытянутого эллипса. На конце жёлоба находится разделяющие ножи, которые делят поток на две части, содержащие разные продукты. Внешний вид винтового сепаратора приведён на рисунке.
На винтовых сепараторах можно обогащать угольный шлам крупностью 0,074 — 3,0 мм, при содержании твёрдого в пульпе 370—440 г/л и нагрузке по твёрдому 2 — 2,5 т/час. В зависимости от зольности, крупности и ширины классификации и ряда других факторов происходит снижение зольности продукта, который направляется в концентрат, на 7 — 15 %. В породу идёт до 15 % продукта от выходного питания. Зольность концентрата 8 — 11 % при зольности выходного питания 17 — 24 %.

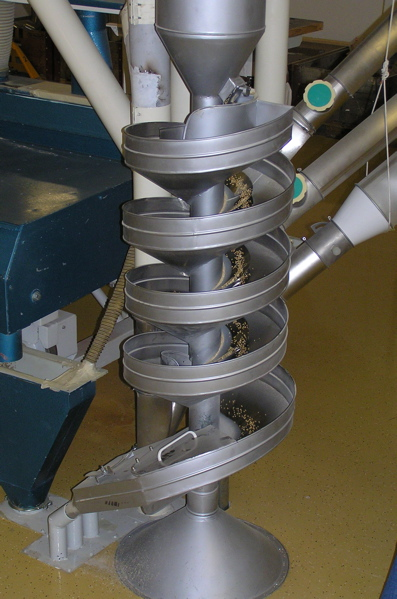
Винтовой сепаратор

Наиболее эффективно на винтовых сепараторах обогащается материал крупностью 0,1 — 1,5 мм. Значительно хуже происходит обогащение зёрен крупностью 0,1 — 0,074 мм. Винтовой сепаратор, как и большинство аппаратов, где происходит разделение материала по плотности в водной среде, чувствителен к ширине классификации по крупности зёрен питания и намного лучше работает на узко классифицированном материале, что и предусматривается при проектировании.
Особенностью движения потока по винтовому жёлобу является то, что минеральное зерно, двигаясь по винтовому жёлобу, испытывает одновременно действие сил, разных по величине и направлению. Их равнодействующая определяется траекторией движения зерна и его положением в поперечном сечении потока.
В отличие от поведения зёрен в прямых наклонных потоках в винтовом потоке зёрна перемещаются друг относительно друга не только вдоль жёлоба, но и в поперечном направлении. В результате лёгкие зёрна, имеющие большую скорость перемещения по потоку, не только обгоняют зёрна придонного слоя потока, но и смещаются под влиянием большей центробежной силы и поперечной циркуляции к внешнему краю потока, создавая веер продуктов в жёлобе.
Средняя продольная скорость зёрен по жёлобу винтового сепаратора мало отличается от скорости воды. Фактор крупности имеет для винтовых сепараторов большее значение, чем фактор плотности. Мелкие классы всех минералов задерживаются на жёлобе более продолжительное время, чем крупные.
Основным конструктивным параметром сепаратора является диаметр винтового жёлоба, который определяет размеры аппарата, его массу и производительность. Выбор диаметра сепаратора зависит от производительности по твёрдому, крупности и плотности разделяемых минералов.
С увеличением диаметра сепаратора крупность эффективно выделяемых на нём зёрен увеличивается. Сепараторы малого размера эффективно выделяют мелкие зёрна.

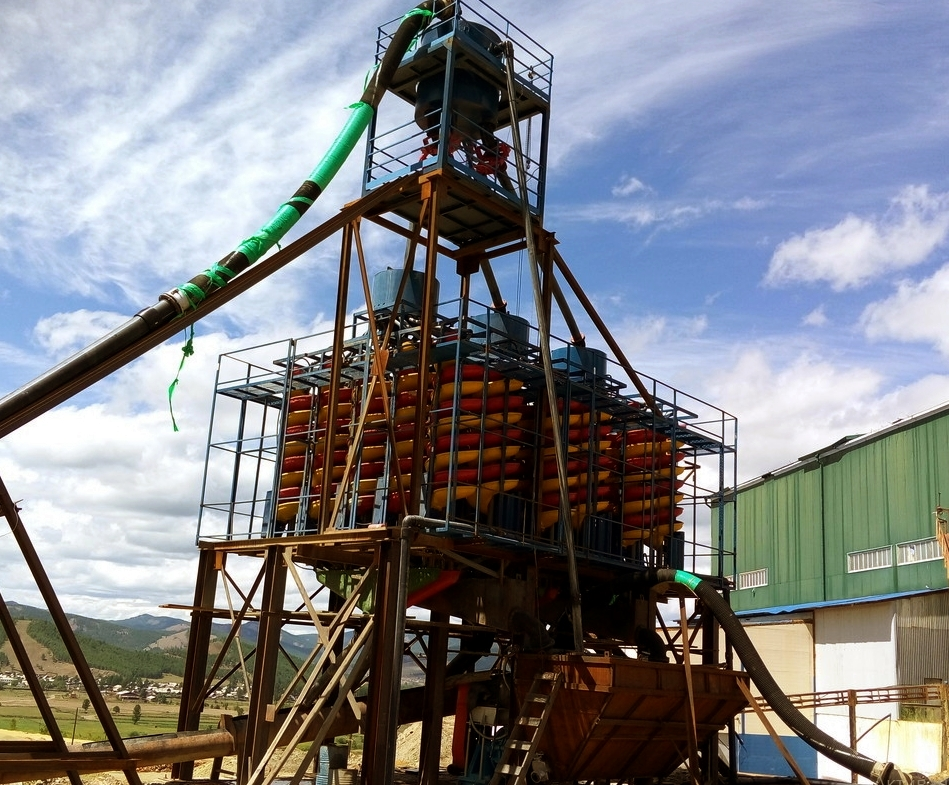
Spiral separators (W)

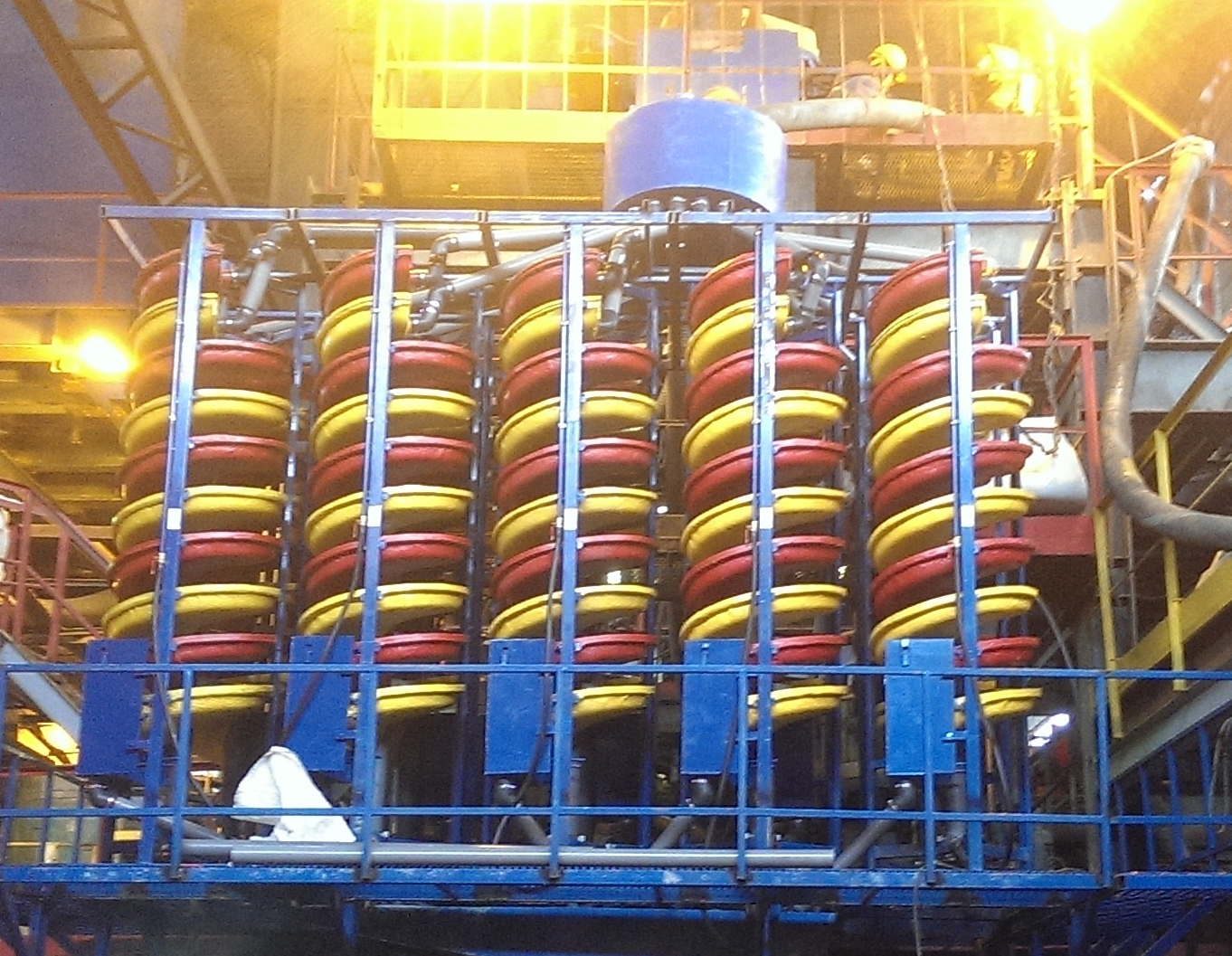
Spiral sluice (W)

## Технологические факторы
К технологическим факторам относятся:
- Плотность минералов. При разделении минералов с плотностью более 3000 кг/м3 от лёгких минералов плотностью меньше 3000 кг/м3 эффективность обогащения резко возрастает с повышением плотности тяжёлого минерала.

- Форма зёрен. Для концентрации на винтовых сепараторах благоприятным фактором является найбольшее отличие в коэффициентах сферичности разделяемых минералов, причём лёгкие зёрна должны быть закругленными, а зёрна тяжёлых минералов — вытянутыми.

- Смывающая вода, подаваемая на каждый виток сепаратора, способствует получению более качественного концентрата, уменьшает заиливание поверхности жёлоба в зоне концентрата, а также способствует транспортированию тяжёлых минералов, увеличивая разрежение в приосевой зоне жёлоба. Обычно затраты смывающей воды находятся в пределах 0.3 — 0.6 л/с для одного жёлоба сепаратора диаметром 600 мм.